# Ion Lucian Murnu

Făt-Frumos
Parcul Herăstrău București

Bustul în bronz a lui George Stephănescu (1843-1925), amplasat în fața clădirii Operei Naționale București

Ion Lucian Murnu (n. 2/15 noiembrie 1910, București – d. 12 aprilie 1984, București) a fost un sculptor, desenator și pictor român, cunoscut mai mult de inițiați decât de publicul larg.

## Date biografice
S-a născut dintr-o familie de intelectuali de origine aromână, cu o puternică cultură clasică, fiind fiul graficianului și caricaturistului Ary Murnu și nepotul fratelui acestuia, George Murnu, unul din traducătorii în limba română ai epopeilor Iliada și Odiseea.
Ion Lucian Murnu s-a înscris în 1930 Academia de Arte Frumoase din București, unde a studiat sculptura sub îndrumarea lui Oscar Han și desenul cu Camil Ressu, absolvind în 1936. Ca student, a lucrat și în atelierul lui Corneliu Medrea.
Între octombrie 1938 și iunie 1940, și-a continuat studiile postuniversitare cu o bursă la Accademia di Romania, la Roma. În perioada în care a studiat la Roma, a supravegheat executarea unei copii de pe Columna lui Traian, comandată de statul român. A fost mobilizat și a luptat în al Doilea Război Mondial pe frontul din Crimeea.
Revenit la viața civilă, s-a angajat în 1943 la Facultatea de Arte Plastice „Nicolae Grigorescu” din București, unde a urcat una câte una treptele universitare în cadrul până la cea de profesor la Catedra de Sculptură, în 1976.
Este considerat „unul dintre cei mai dăruiți profesori” ai Institutului de Arte Plastice „Nicolae Grigorescu” din București, astfel că prin activitatea didactică a format o serie de tineri artiști, între care au excelat: Silvia Radu, Vasile Gorduz, Victor Roman, Gheorghe Apostu, Vladimir Predescu, Dinu Rădulescu, Ion Condiescu.

## Sculptor, desenator, pictor
Tânărul Murnu a cultivat o sensibilitate deplin clasică într-o epocă în care arta universală descoperea abstractul, geometrismul și chiar primele forme ale minimalismului. În tinerețe, a fost influențat și de Mac Constantinescu.
Murnu a părăsit sculptura în momentul în care proiectele de monumente, de o mare noblețe și rafinament, nu i-au mai fost acceptate nici în anii ’40, nici în anii ’50. S-a retras către desen și pictură și către o sculptură care se esențializează, care pierde aura preclasicului și liniștea discursului clasic.

## Expoziții
Expoziții personale 

### Antume
- 1940 - Roma;
- 1946 - Sala Dalles, București;
- 1966 - Galeria "Orizont" - Bucureșsti;
- 1967 - Roma;
- 1970 - Arnsberg, Dortmund;

### Postume
- 1985 - Galeria "Orizont" - București;
- 1991 - Galeria de artă a municipiului București;
- 1993 - Galați, Constanța.
- 1998 - Galeria "Catacomba" - București

Expoziții colective:
- 1937, 1938, 1941, 1942, 1945, 1946 - Salonul oficial, București;
- Roma, Moscova, Leningrad, Torino, Tel Aviv, Varșovia, Belgrad, Sofia, Atena, Sircasa.

## Premii
În cariera sa a obținut următoarele premii:
- 1937 - premiul "Hanul Ancuței";
- 1938 - premiul "Anastase Simu";
- 1940 - premiu Școlii Române de la Roma;
- 1946 - premiul Salonului Oficial;
- 1967 - "Medalia de aur a orașului Cerveteri", Italia
- 1967 - "Zodiaco d'Oro", Italia.

### Distincții
- Ordinul Muncii clasa a III-a (28 iunie 1965) „pentru activitate îndelungată și merite deosebite în dezvoltarea învățămîntului superior artistic”[8]
- Ordinul „Meritul Cultural” clasa a IV-a (1968) „pentru activitate deosebită în domeniul artelor plastice”[9]

## Sculpturi
Lucrări ale sale se află în muzee și colectii particulare dinn: România (Bucuresti, Bușteni, Brăila, Dej, Turda, Drobeta Turnu-Severin), Bulgaria, Italia, Franța, R.F.G., S.U.A.
Sculptură de for public (selecție):
- Bustul lui Mihai Eminescu din Câmpulung Moldovenesc, județul Suceava. Operă a sculptorului Ion Lucian Murnu din 1975, a fost așezată în anul 2000 la intersecția dintre Calea Bucovinei și strada Dimitrie Cantemir, cu ocazia împlinirii a 150 de ani de la nașterea poetului.[10]
- Statuia lui Mihai Eminescu din Dej, dezvelită la 14 ianuarie 1993 în Cartierul 1 Mai.[11]
- Statuia lui George Coșbuc, dezvelită la 5 noiembrie 1993, în fața Casei Municipale de Cultură din Dej, dată de la care instituția poartă numele marelui poet[11].
- Bustul lui George Stephănescu, în bronz, amplasat în fața clădirii Operei Naționale București
- Făt Frumos amplasat în Parcul Herăstrău din București, piatră de Albești, 1965, 280x130x35 cm.
- Statuia lui Nicolae Bălcescu în curtea liceului din Bușteni.[12]
- Grupul statuar Horea, Cloșca și Crișan din Turda (cartierul Oprișani)

## Scrieri
- Idee și meșteșug, editura Staff, 1994